# پائولا موری
پائولا موری (به ایتالیایی: Paola Mori) (زاده ۱۸ سپتامبر ۱۹۲۸ – درگذشته ۱۲ اوت ۱۹۸۶) بازیگر زن و نجیب‌زاده ایتالیایی و سومین (آخرین) همسر اورسن ولز بود.